# Alfons
Alfons, auch Alphons, ist ein männlicher Vorname.

## Herkunft und Bedeutung
Die genaue Etymologie des Namens Alfons ist unsicher.
Vermutlich leitet er sich vom westgotischen Namen Hadufuns ab, der sich aus den Elementen had „Kampf“ und fuss „bereit“, „eifrig“, „begierig“ zusammensetzt. Somit bedeutet der Name „kampfbereit“ und stellt ein Synonym zu Ildefonso dar.
Auch eine Herleitung vom althochdeutschen Namen Adefons, der sich aus den Elementen ath „Vater“ und fuss „bereit“, „eifrig“, „begierig“ zusammensetzt, oder eine Zusammensetzung aus den Elementen ala „alle“ und fuss „bereit“, „eifrig“, „begierig“ ist möglich.
Die oft angegebene Herleitung von Adalfuns ist etymologisch nicht korrekt.
Die Schreibweise Alphons ist vermutlich aus der Latinisierung des Namens hervorgegangen.

### Alfons als Synonym
Wohl zurückgehend auf das Drama Monsieur Alphonse (1873) von Alexandre Dumas d. J. wird der Name Alfons in manchen Sprachen als Synonym für „Zuhälter“ gebraucht.
So ist alfons im Dänischen eine von mehreren Bezeichnungen für einen Zuhälter, und Zuhälterei heißt auf Dänisch alfonseri oder rufferi. Auch im Polnischen ist alfons eine von mehreren Bezeichnungen für einen Zuhälter.
→ Siehe auch: Liste falscher Freunde

## Verbreitung
Der Name Alfons wurde vermutlich von den Westgoten nach Spanien gebracht. Wahrscheinlich wurde er im 7. Jahrhundert durch Alfons von Toledo zum ersten Mal populär. Im 8. und 9. Jahrhundert verstärkte sich diese Popularität dadurch, dass mehrere der Könige von Asturien und León, die erfolgreich gegen die Mauren kämpften, den Namen Alfons trugen. Später trugen mehrere weitere Könige aus Aragonien, Kastilien und Spanien den Namen Alfons. Vermutlich gelangte der Name über Frankreich zurück in den Norden.
Heute ist der Name Alfons vor allem in Belgien, Lettland, den Niederlanden, Albanien und dem deutschen Sprachraum verbreitet.
In Lettland war der Name vor allem im Jahr 1925 beliebt und belegte Rang 43 der Hitliste. Im Jahr 1945 stand er auf Rang 92 der Vornamenscharts, danach ist keine Platzierung unter den 100 beliebtesten Jungennamen zu belegen.
Im Jahr 2020 gab es in der Schweiz 1021 Männer mit dem Vornamen Alfons. Unter den 2.788 männlichen Vornamen, die im Jahr 2020 in der Schweiz mindestens zweimal vergeben wurden, taucht der Name Alfons jedoch nicht auf. Alphonse belegte Rang 1939.
Auch in Österreich wurde der Name seit 1984 nur selten vergeben und im Jahr 2020 kein einziges Mal als Vorname gewählt.
In Deutschland wurde der Name zwischen 2010 und 2021 nur etwa 100 Mal vergeben.

## Varianten

### Männliche Varianten
- Deutsch
  - Urgermanisch: Hadufuns, Hildefons
- Englisch: Alphonso, Alphonzo, Alonzo
  - Diminutiv: Lon, Lonnie, Lonny
- Französisch: Alphonse
- Italienisch: Alfonso
  - Latinisiert: Alphonsus
- Niederländisch
  - Diminutiv: Fons
    - Limburgisch: Funs, Funske
- Polnisch: Ildefons
- Portugiesisch: Afonso
- Slowenisch: Alfonz
- Spanisch: Alfonso, Alonso, Ildefonso

### Weibliche Varianten
- Französisch: Alphonsine
- Italienisch: Alfonsina

### Nachnamen
- Spanisch: Alonso

## Namenstage
- 1. August: nach Alfonso Maria de Liguori
  - in der Schweiz am 2. August; möglicherweise, weil der 1. August durch den Schweizer Bundesfeiertag besetzt ist
- 31. Oktober: nach Alphonsus Rodriguez

## Namensträger

### Alfons

#### Herrscher
- Liste der Herrscher namens Alfons
- Liste von Prinzen namens Alfons

#### Weitere Namensträger
- Alfons von Bourbon-Sizilien (1901–1964), spanischer Adeliger, Mitglied des Hauses Bourbon, Herzog von Calabrien
- Alfons von Braganza (1377–1461), portugiesischer Herzog; unehelicher Sohn Johanns I. von Portugal

- Alfons Abel (1908–1994), deutscher akademischer Glasmaler
- Alfons Auer (1915–2005), deutscher Moraltheologe
- Alfons Barth (1913–2003), Schweizer Architekt
- Alfons Bauer (Komponist) (1920–1997), deutscher Komponist und Zitherspieler
- Alfons Bauer, Pseudonym von Walter Lüftl (* 1933), österreichischer Ingenieur und Holocaustleugner
- Alfons Maria Bauer (1912–1998), deutscher Maler
- Alfons Paul Maria Bauer (1894–1959), deutscher Maler
- Alfons Bayerl (1923–2009), deutscher Politiker (SPD)
- Alfons Becker (1922–2011), deutscher Historiker
- Alfons Benedikter (1918–2010), politischer Vertreter des deutschsprachigen Bevölkerungsteils in Südtirol
- Alfons Bürge (* 1947), Schweizer Rechtswissenschaftler
- Alfons Brijdenbach (1954–2009), belgischer Sprinter
- Alfons Czibulka (1842–1894), österreichisch-ungarischer Militärkapellmeister und Komponist
- Alfons Dalma (1919–1999), kroatisch-österreichischer Journalist
- Alfons Deissler (1914–2005), deutscher katholischer Theologe
- Alfons Demming (1928–2012), Weihbischof im Bistum Münster
- Alfons Dopsch (1868–1953), österreichischer Historiker (Mediävist) und Diplomatiker
- Alfons Dreher (1896–1980), deutscher Lehrer, Historiker und Archivar
- Alfons Epple (1899–1948), Landschaftsmaler, Porträtist und Kirchenmaler
- Alfons Erb (1907–1983), Gründer des Maximilian-Kolbe-Werkes
- Alfons Goppel (1905–1991), deutscher Politiker (CSU), von 1962 bis 1978 Ministerpräsident von Bayern
- Alfons Gorbach (1898–1972), österreichischer Politiker (ÖVP), von 1961 bis 1964 österreichischer Bundeskanzler
- Alfons Haider (* 1957), österreichischer Entertainer
- Alfons Heimes (* 1946), Bürgermeister von Lennestadt
- Alfons Higl (* 1964), deutscher Fußballspieler
- Alfons Hilka (1877–1939), deutscher Romanist, Hochschullehrer und Editor
- Alfons Höckmann (1923–2014), deutscher Schauspieler, Theaterleiter und -regisseur
- Alfons Kahn (1908–1985), deutscher Jurist und Widerstandskämpfer
- Alfons Kirchgässner (Schriftsteller) (1909–1993), deutscher Theologe und Schriftsteller
- Alfons Knaffl-Lenz (1878–1957), österreichischer Diplomat, Botschafter
- Alfons A. Nehring (1890–1967), deutscher Sprachwissenschaftler
- Jerzy Popiełuszko (Taufname Alfons Popiełuszko) (1947–1984), polnischer katholischer Priester, seliggesprochen
- Alfons Schuhbeck (* 1949), deutscher Koch
- Alfons Teuber (1903–1971), deutscher Schauspieler und Schriftsteller
- Alfons Würzl (≈1940–2016), österreichischer Jazzmusiker

#### Fiktive Namensträger
- Alfons mit dem Puschelmikrofon, Figur des französischen Kabarettisten Emmanuel Peterfalvi
- Alfons Zitterbacke, Kinderbuchfigur von Gerhard Holtz-Baumert
- Alfons, Goofys Neffe
- König Alfons der Viertel-vor-Zwölfte, Figur aus dem Roman Jim Knopf und Lukas der Lokomotivführer
- Alfons Friedrichsberg, Hauptfigur der Kriminalgeschichten von Kai Magnus Sting

### Alphons
- Alphons Albertin (1736–1790), deutscher Komponist
- Alphons Diepenbrock (1862–1921), niederländischer Komponist, Schriftsteller und Altphilologe
- Alphons Egli (1924–2016), Schweizer Politiker (CVP)
- Alphons Fryland (1888–1953), österreichischer Schauspieler
- Alphons Gaertner (1892–1949), deutscher Politiker (DDP/LDP)
- Alphons Horten (1907–2003), deutscher Unternehmer und Politiker (CDU), MdB
- Kurt-Alphons Jochheim (1921–2013), deutscher Mediziner, Wissenschaftler der Rehabilitationsmedizin
- Alphons Martini (1829–1880), deutscher Mediziner
- Alphons Mayr von Baldegg (1789–1875), Schweizer Militär in französischen Diensten
- Alphons Pfyffer (1753–1822), Schweizer Politiker
- Emil Alphons Rheinhardt (1889–1945), österreichischer Schriftsteller
- Alphons Rodriguez (1526–1616), spanischer Priester, Jesuit
- Alphons Roellinger (1849–1918), katholischer Geistlicher, Reichstagsabgeordneter
- Alphons Silbermann (1909–2000), deutscher Sozialwissenschaftler und Publizist
- Alphons Stübel (1835–1904), deutscher Naturforscher, Geologe, Geograph, Ethnologe
- Alphons Thun (1853–1885), estnischer Nationalökonom und Hochschullehrer
- Alphons Žák (1868–1931), österreichischer Prämonstratenser-Chorherr und Historiker

### Alphonsus
- Henck Alphonsus Eugène Arron (1936–2000), surinamischer Politiker und erster Premierminister der Republik Suriname, siehe Henck A. E. Arron
- Alphonsus de Berghes (1624–1689), römisch-katholischer Theologe und Bischof
- Joseph Alphonsus Bernard (1881–1962), kanadischer Unternehmer
- Julianus Egidius Alphonsus Theresia Bogaers (1926–1996), niederländischer Provinzialrömischer Archäologe
- Alphonsus Bonihominis († um 1353), dominikanischer Mönch und Bischof von Marrakesch
- Francis Alphonsus Bourne (1861–1935), Erzbischof von Westminster
- Alphonsus Castermans (1924–2008), Weihbischof im Bistum Roermond
- Alphonsus Cullinan (* 1959), irischer Geistlicher und römisch-katholischer Bischof von Waterford und Lismore
- Alphonsus Johannes Maria Diepenbrock (1862–1921), niederländischer Komponist, Schriftsteller und Altphilologe
- Alphonsus D’Souza SJ (1939–2016), Bischof von Raiganj
- Alphonsus de Guimaraens (1870–1921), brasilianischer Schriftsteller
- James Alphonsus Hamill (1877–1941), US-amerikanischer Politiker
- Alphonsus Wilhelmus Franciscus „Fons“ van Katwijk (* 1951), niederländischer Radsportler, siehe Alfons van Katwijk
- Alphonsus Lambe (1932–1959), irisches Mitglied der Legion Mariens und Missionar in Südamerika
- Lodewijk Alphonsus Maria Lichtveld (1903–1996), niederländisch-surinamischer Schriftsteller, Pseudonym Albert Helman
- Alphonsus Mathias (1928–2024), indischer Geistlicher, Erzbischof von Bangalore
- Johannes Antonius Alphonsus Mekel (1891–1942), niederländischer Hochschullehrer und Widerständler gegen die deutsche Besatzung
- Vitautus Alphonsus Paulekas (1913–1992), US-amerikanischer Künstler und Lebenskünstler
- Alphonsus Liguori Penney (1924–2017), Erzbischof von Saint John’s, Neufundland
- Alphonsus Requisens OFM (1570–1639), Mitglied des Ordens des hl. Franziskus
- Alphonsus Josephus de Ridder (1882–1960), flämischer Schriftsteller, Pseudonym Willem Elsschot
- Alphonsus Rodriguez (1532–1617), spanischer Jesuit und Laienbruder
- John Alphonsus Ryan SPS (* 1952), irischer Ordensgeistlicher und römisch-katholischer Bischof von Mzuzu in Malawi
- Alphonsus Augustus Sowada OSC (1933–2014), Bischof von Agats
- Alphonsus Petrus Johannes Mathildus Maria van der Stee (1928–1999), niederländischer Politiker (KVP, CDA), siehe Fons van der Stee
- Gerardus Jacobus Alphonsus van Wissen (1933–2015), niederländischer Fußballspieler, siehe Fons van Wissen
- Amos Alphonsus Muzyad Yaqoob (1912–1991), US-amerikanischer Film- und Fernsehschauspieler und Comedian, siehe Danny Thomas (Schauspieler)

### Alphonsa/Alfonsa
- Elisabeth Alphonsa Maria Eppinger (1814–1867), katholische Ordensgründerin
- Alfonsa von der Unbefleckten Empfängnis (1910–1946), indische Ordensschwester

### Familienname
- Claudia Alfons (* 1983), deutsche Kommunalpolitikerin
- Manuela Alphons (* 1946), österreichische Theater- und Fernsehschauspielerin